# Ding Dong
Ding Dong is een plaats (unincorporated community) in de Amerikaanse staat Texas, en valt bestuurlijk gezien onder Bell County. Het plaatsje ligt aan de Lampasasrivier, een tiental kilometers ten zuiden van Killeen in het zuidwestelijke deel van Bell County.